# Celestino Álvarez
Celestino Álvarez González, escritor y periodista nacido en Villanueva, concejo asturiano de Boal, fue uno de los personajes más conocidos en Cuba y el único emigrante del Principado que recibió el título de Hijo Predilecto de Boal y deAsturias.
Fue, primero, Presidente y más tarde, Presidente de Honor, de la Sociedad de Instrucción Naturales del Concejo de Boal, y por tanto, tuvo un papel fundamental en la construcción de escuelas en el concejo, e inició en Cuba una colecta que permitió construir después, la carretera entre Villanueva y Boal.
Asimismo, en 1919, fundó la revista mensual El Progreso de Asturias, la más importante de la emigración asturiana, que dirigiría hasta su fallecimiento en 1957.